# 386 (tal)
386 är det naturliga talet som följer 385 och som följs av 387.

## Inom vetenskapen
- 386 Siegena, en asteroid.

## Inom matematiken
- 386 är ett jämnt tal
- 386 är ett sammansatt tal
- 386 är ett defekt tal
- 386 är ett centrerat heptagontal